# WWE Women's Championship
WWE Women's Championship (em português: Campeonato Feminino da WWE) é um campeonato mundial feminino de luta profissional criado e promovido pela promoção americana WWE, defendido na divisão de marca SmackDown. É um dos dois títulos mundiais femininos principais da WWE, juntamente com o Campeonato Mundial Feminino do Raw. A atual campeã é Tiffany Stratton, que está em seu primeiro reinado. Ela conquistou o título ao derrotar Nia Jax na luta de cash-in do Money in the Bank no episódio de 3 de janeiro de 2025 do SmackDown.
Introduzido como o Campeonato Feminino da WWE em 3 de abril de 2016, na WrestleMania 32, ele substituiu o Campeonato das Divas e tem uma história de título única, separada do Campeonato Feminino da WWE original e do Campeonato das Divas. Charlotte Flair, então conhecida simplesmente como Charlotte, foi a campeã inaugural. Como resultado do draft de 2016, o campeonato se tornou exclusivo do Raw com uma renomeação subsequente e o SmackDown criou o Campeonato Feminino do SmackDown como um título de contrapartida. Como resultado do Draft de 2023 da WWE, os campeonatos femininos do Raw e do SmackDown trocaram de marcas, com o Campeonato Feminino do Raw voltando ao seu nome original de Campeonato Feminino da WWE, enquanto o Campeonato Feminino do SmackDown passou a ser o Campeonato Mundial Feminino.
O Campeonato Feminino do Raw foi o primeiro título feminino em um evento principal da WWE, no pay-per-wiew Hell in a Cell em 2016. Ele também encabeçou o único evento feminino, WWE Evolution em 2018 e, junto com o Campeonato Feminino do SmackDown, também foi defendido na luta principal do evento principal da WWE, WrestleMania, em 2019.

## História

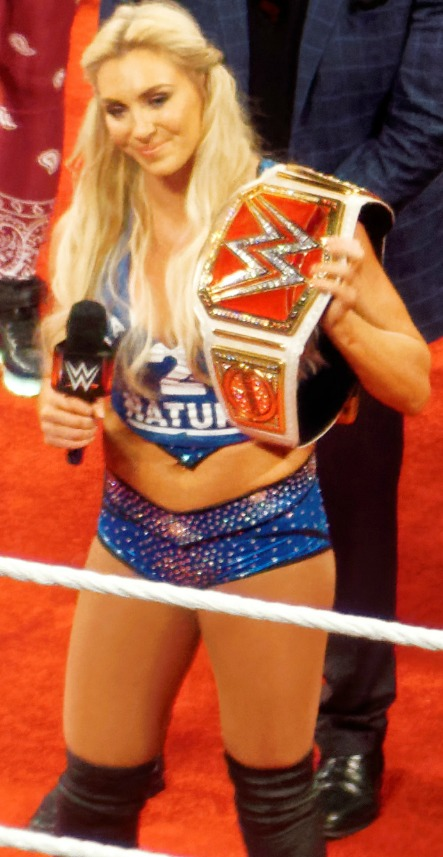
A inaugural e recordista, sendo seis vezes Campeã Feminina do Raw, Charlotte Flair

Em 3 de abril de 2016, a integrante do Hall da Fama da WWE, Lita, apareceu durante o pré-show da WrestleMania 32: depois de recapitular a história do wrestling profissional feminino na WWE, ela declarou que as mulheres da WWE não seriam mais chamadas de Divas, mas como "WWE Superstars" como suas contrapartes masculinas. O termo "Diva" foi criticado por alguns comentaristas, fãs e várias lutadoras do passado e do presente, incluindo a atual Campeã das Divas Charlotte, por diminuir as habilidades atléticas das lutadoras e relegá-las a "colírio para os olhos". Lita também revelou um novo cinturão e revelou que o Campeonato das Divas seria aposentado em favor de um novo Campeonato Feminino da WWE. A campeã inaugural foi determinado por uma luta triple threat entre Charlotte, Becky Lynch e Sasha Banks mais tarde naquela noite, que foi originalmente agendada pelo Campeonato da Divas. Charlotte, a última campeã das Divas, tornou-se a primeira campeã feminina da WWE ao vencer essa luta.
Após a reintrodução da divisão da marca em julho de 2016, a então campeã Charlotte foi convocada para a marca Raw, tornando o campeonato exclusivo do Raw. Foi posteriormente renomeado para Campeonato Feminino do Raw após o SummerSlam em agosto, quando o SmackDown criou o Campeonato Feminino do SmackDown como um título de contrapartida. O Campeonato Feminino do NXT se tornaria o terceiro principal título feminino da WWE quando a marca NXT, anteriormente o território de desenvolvimento da promoção, se tornou a terceira grande marca da WWE em setembro de 2019, quando foi transferida para a USA Network.
Quando o título foi introduzido, ele compartilhou seu nome com o Campeonato Feminino original. No entanto, o novo título não compartilha a mesma história de título que o original, que foi unificado com o Campeonato das Divas em 2010, com o título combinado herdando a linhagem e a história deste último. A WWE reconhece o título original como seu antecessor, e observa que a linhagem de campeãs femininas remonta ao reinado de The Fabulous Moolah em 1956.
O título foi o primeiro título feminino a ser defendido em um evento principal da WWE, que foi no Hell in a Cell em outubro de 2016; esta também foi a primeira luta feminina Hell in a Cell e a primeira luta feminina para o evento principal em um pay-per-view da WWE. No evento, Charlotte (cujo nome de ringue foi alongado para Charlotte Flair) derrotou Sasha Banks para se tornar tricampeã. Depois de dois anos, foi novamente apresentado na luta principal do evento de um pay-per-view, que foi a primeiro pay-per-wiew feminino Evolution em outubro de 2018, onde Ronda Rousey manteve o título contra Nikki Bella. Rousey então defendeu o título em uma luta winner takes all triple threat contra a Campeã Feminina do SmackDown Charlotte Flair e Becky Lynch no evento principal da WrestleMania 35 em abril de 2019, que Lynch venceu. Esta foi a primeira luta feminina no evento principal da WrestleMania – o principal evento da WWE. Em 10 de maio de 2020, o campeonato se tornou o primeiro da história a ser recompensado diretamente como resultado da vitória no Money in the Bank ladder match (gravado em 15 de abril de 2020), que foi revelado quando a maleta foi aberta por Becky Lynch a seguir noite no Raw. Lynch anunciou que estava perdendo o título devido à gravidez e anunciou a vencedora da luta Money in the Bank, Asuka, como a nova campeã.
Como resultado do Draft de 2023 da WWE, os campeonatos femininos do Raw e do SmackDown trocaram de marcas, e não houve mudanças de títulos para nenhum dos campeonatos antes que os resultados do draft entrassem em vigor em 8 de maio. A questão do Campeonato Feminino do Raw estar no SmackDown foi resolvida no episódio de 9 de junho de 2023 do SmackDown. Naquela noite, o oficial da WWE Adam Pearce revelou um novo cinturão para a então campeã, Asuka, com o título posteriormente voltando ao seu nome original, Campeonato Feminino da WWE, como quando Lita o introduziu pela primeira vez na WrestleMania 32. O Campeonato Feminino do SmackDown se tornou, então, o Campeonato Mundial Feminino em 12 de junho.

### Designação da marca
Quando o campeonato foi revelado, não havia divisão de marca, pois havia terminado em agosto de 2011. Desde o início até a reintrodução da extensão da marca em julho de 2016, a atual campeã Charlotte defendeu o título no Raw e no SmackDown. Como o próprio nome indica, o campeonato é para a marca Raw. No entanto, o título ainda é elegível para mudar de marca durante o WWE Draft anual.
| Data de transição   | Marca     | Notas |
| ------------------- | --------- | --- |
| 19 de julho de 2016 | Raw       | A Campeã Feminina da WWE, Charlotte, foi convocada para o Raw durante o WWE Draft de 2016. O título foi renomeado para Campeonato Feminino do Raw depois que o SmackDown introduziu o Campeonato Feminino do SmackDown. |
| 8 de maio de 2023   | SmackDown | A Campeã Feminina do Raw, Bianca Belair, foi convocada para o SmackDown durante Draft de 2023 da WWE. O título voltou ao seu nome original de Campeonato Feminino da WWE em 9 de junho de 2023.                         |

## Design do cinturão

O design original do campeonato, que foi usado de 2016 a 2023.

O cinturão do Campeonato Feminino do Raw é semelhante em aparência ao cinturão do Campeonato da WWE (introduzido em 2014), com algumas diferenças notáveis. A alça é menor para as mulheres e branca, em oposição ao preto. O logotipo da WWE cortado na placa central fica em um fundo vermelho, em oposição a um preto. A pequena impressão abaixo do logotipo diz "Women's Champion". Barras divisoras douradas separam a placa central das duas placas laterais do cinto. No que se tornou uma característica proeminente da maioria dos cinturões de campeão da WWE, as placas laterais apresentam uma seção central removível, que pode ser personalizada com o logotipo do campeão; as placas laterais padrão apresentam o logotipo da WWE em um globo vermelho. Este foi o primeiro título feminino da WWE com placas laterais personalizáveis.
No episódio de 9 de junho de 2023 do SmackDown, o oficial da WWE Adam Pearce revelou um novo design para o título, que voltou a ser chamado de Campeonato Feminino da WWE. O cinturão usa o mesmo design do "Logo da Network", mas com semelhanças com o Campeonato Indiscutível da WWE masculino, que foi revelado no episódio da semana anterior do SmackDown. Ele mantém a mesma faixa branca mais estreita e as placas laterais do design anterior, mas, para combinar com o título dos homens, o logo da WWE agora está incrustado com diamantes negros sobre um fundo texturizado em ouro, enquanto o pequeno texto abaixo do logo agora diz "Women's Undisputed Champion" (em português: Campeã Indiscutível Feminina, embora nunca tenha sido disputado em uma luta de unificação para levar o nome "Indiscutível", ele simplesmente aparece no cinturão para combinar com seu equivalente masculino).
No que se tornou uma tradição desde o outono de 2014, a WWE apresentou cintos personalizados do Campeonato da WWE aos vencedores em esportes profissionais masculinos e femininos com as placas laterais comemorando a conquista. Em setembro de 2018, a WWE começou a apresentar cinturões personalizados do Campeonato Feminino do Raw aos vencedores apenas em esportes femininos. O primeiro deles foi dado ao Seattle Storm por vencer as finais da WNBA de 2018. Cintos personalizados do Campeonato Feminino do Raw já foram apresentados à Seleção Nacional de Futebol Feminino dos Estados Unidos por vencer a Copa do Mundo Feminina da FIFA de 2019, uma equipe que anteriormente recebeu um Campeonato da WWE personalizado por esse feito em 2015, para Bianca Andreescu por vencer o US Open feminino de 2019, e ao Chicago Sky por vencer as finais da WNBA de 2021.

## Reinados

Atual campeã, Tiffany Stratton.

Até 8 de maio de 2025, foram 30 reinados entre 13 campeãs. Charlotte Flair, então conhecida simplesmente como Charlotte, foi a campeã inaugural. Ela também tem mais reinados com seis. O primeiro reinado de Bianca Belair é o mais longo em 420 dias (419 dias reconhecidos pela WWE), enquanto seu segundo reinado é o mais curto, com 1 minuto e 35 segundos. Becky Lynch tem o reinado combinado mais longo em 535 dias (560 dias conforme reconhecido pela WWE). Asuka é a campeã mais velha, conquistando o título aos 38 anos, enquanto Sasha Banks é a mais jovem quando conquistou o título aos 24 anos e 181 dias.
Tiffany Stratton é a atual campeã em seu primeiro reinado. Ela derrotou Nia Jax na luta de cash-in do Money in the Bank no episódio de 3 de janeiro de 2025 do SmackDown, em Phoenix, Arizona.